# 안데르손 두아르테
안데르손 두아르테(스페인어: Anderson Nathael Duarte da Silva, 2004년 3월 23일~)는 우루과이의 축구 선수로, 데펜소르 스포르팅과 우루과이 연령별 대표팀에서 공격수로 활동하고 있다.

## 구단 경력
2021년 11월 10일, 우루과이 몬테비데오와의 리그 경기에서 프로 데뷔를 했다.

## 국가대표팀 경력
2019년 CONMEBOL U-15 축구 선수권 대회에서 참가했으며, 2023년 FIFA U-20 월드컵에서 우승한 우루과이 대표팀의 일원이다.
2023년 6월, 니카라과와 쿠바와의 친선경기를 위해 소집된 A대표팀에 처음으로 차출되었다. 2024년 1월, 그는 2024년 CONMEBOL 프리올림픽 토너먼트 우루과이 선수명단에 이름을 올렸다.